# The Bump
The Bump (englisch für Der Höcker) ist ein Hügel auf dem Robertson Point an der Ostseite der Einfahrt zur Fortuna Bay an der Nordküste Südgeorgiens.
Den deskriptiven Namen erhielt der Hügel durch Wissenschaftler der britischen Discovery Investigations, die ihn zwischen 1929 und 1930 kartierten.